# Ліптовська Лужна
Ліптовська Лужна (словац. Liptovská Lúžna) — село, громада округу Ружомберок, Жилінський край. Кадастрова площа громади — 54.66 км².
Населення 2783 особм (станом на 31 грудня 2018 року).

## Історія
Ліптовська Лужна згадується 1669 року.

## Населення
| Рік:            | 1994. | 2004.   | 2014.   | 2024.   |
| --------------- | ----- | ------- | ------- | ------- |
| Кількість осіб: | 3066  | 2973    | 2851    | 2701    |
| Різниця:        |       | -3,03 % | -4,10 % | -5,26 % |

| Рік:            | 2023. | 2024.   |
| --------------- | ----- | ------- |
| Кількість осіб: | 2728  | 2701    |
| Різниця:        |       | -0,98 % |